# 肥満度

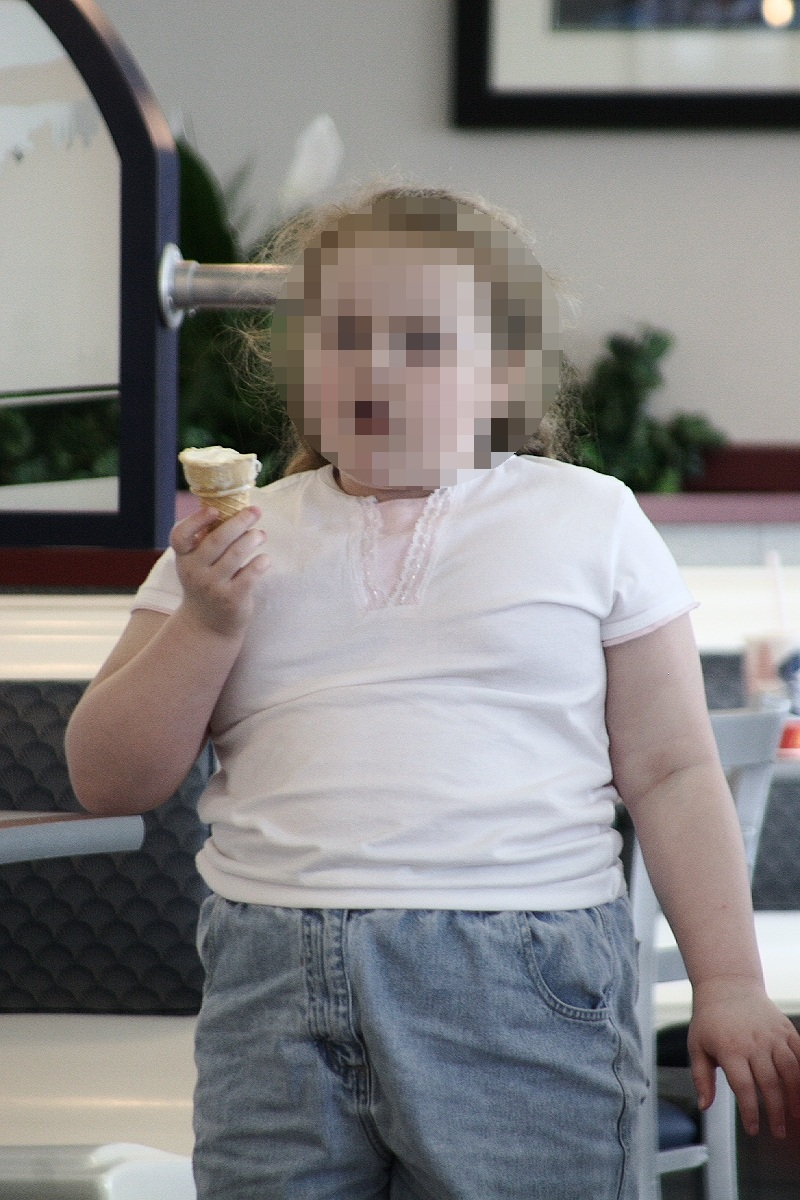
肥満の子供

肥満度 (ひまんど) は、ヒトがどの程度太っているかあるいは痩せているかを表す数値である。日本の小児の肥満判定に、学校保健安全法に基づいて広く用いられている方法である。成人の肥満判定にはボディマス指数が広く用いられている。肥満度は小児の肥満の判定の日本独自の指標だが、「肥満の度合い」を表す用語としても用いられている。

## 算出方法・基準
身長に対した標準体重を算出し、それを基準に肥満度を求める。6 歳以上18 歳未満の児童・生徒には性別・年齢別に設定された身長の一次式を、身長70cm以上120cm未満の幼児には、性別に設定された身長を変数とした二次式を用いる。広く用いられている一次式の計算式は、
(実測体重 - 標準体重) ÷ 標準体重 × 100 = 肥満度 (%)
である。標準体重は下表のa及びbの数値に基づき、
ａ×身長（cm）－ｂ
によって計算される。
| 年齢 | 男児  | 男児   | 女児  | 女児   |
| 年齢 | a     | b      | a     | b      |
| ---- | ----- | ------ | ----- | ------ |
| 5    | 0.386 | 23.699 | 0.377 | 22.750 |
| 6    | 0.461 | 32.282 | 0.458 | 32.079 |
| 7    | 0.513 | 38.878 | 0.508 | 38.367 |
| 8    | 0.592 | 48.804 | 0.561 | 45.006 |
| 9    | 0.687 | 61.390 | 0.652 | 56.992 |
| 10   | 0.752 | 70.461 | 0.730 | 68.091 |
| 11   | 0.782 | 75.106 | 0.803 | 78.846 |
| 12   | 0.783 | 75.642 | 0.796 | 76.934 |
| 13   | 0.815 | 81.348 | 0.655 | 54.234 |
| 14   | 0.832 | 83.695 | 0.594 | 43.264 |
| 15   | 0.766 | 70.989 | 0.560 | 37.002 |
| 16   | 0.656 | 51.822 | 0.578 | 39.057 |
| 17   | 0.672 | 53.642 | 0.598 | 42.339 |

「小児肥満症診療ガイドライン2017」では、「肥満度が+20%以上、かつ体脂肪率が有意に増加した状態（有意な体脂肪率増加とは、男児：年齢を問わず25%以上、女児：11歳未満は30%以上、11歳以上は35%以上）」を肥満と定義づけている。すなわち、例えば身長160cmの15歳男児の場合では体重60kgは正常で体重65kgは肥満、身長150cmの15歳女児の場合では体重60kgは正常で体重65kgは肥満と判定される。
一方で、小児肥満への過度な恐怖や誤った美容意識によって特に女子において思春期やせ症の低年齢化や不健康やせの増加が認められており、近年では中学3年・高校3年で20％以上が「不健康やせ」の状態に陥っていることが明らかとなっている。過度な肥満と同様に痩せ状態も健康に大きな害を与え、妊娠・出産などの身体機能障害や骨粗鬆症など各種疾患の早期発現など重大な転帰につながるため、発育状況に合わせたバランスの良い食事を十分な量摂ることが重要である。